# Djigouéra
Djigouéra è un dipartimento del Burkina Faso classificato come comune, situato nella provincia di Kénédougou, facente parte della Regione degli Alti Bacini.
Il dipartimento si compone del capoluogo e di altri 11 villaggi: Dian, Diassaga, Dissanga, Gossamandara, Kaka, Kassanga, Kleni, Kolokaka, Kuini, Serekeni e Soubakagnedou.